# Mali Nerajec
Mali Nerajec este o localitate din comuna Črnomelj, Slovenia, cu o populație de 51 de locuitori.